# Hurley, Novi Meksiko
Hurley je gradić u okrugu Grantu u američkoj saveznoj državi Novom Meksiku. Prema popisu stanovništva SAD 2000. u Hurleyju je živjelo 1464 stanovnika. 

## Zemljopis
Nalazi se na 32°41′59″N 108°7′43″W / 32.69972°N 108.12861°W (32.699594, -108.128629).Prema Uredu SAD-a za popis stanovništva, zauzima 2,6 km2 površine, sve suhozemne.

## Stanovništvo
Prema podatcima popisa 2000. u Hurleyju bilo je 1464 stanovnika, 563 kućanstva i 407 obitelji, a stanovništvo po rasi bili su 71,79% bijelci, 0,14% afroamerikanci, 2,05% Indijanci, 0,07% Azijci, 23,43% ostalih rasa, 2,53% dviju ili više rasa. Hispanoamerikanaca i Latinoamerikanaca svih rasa bilo je 60,31%.

## Vanjske poveznice
- Službene stranice